# Belice en los Juegos Olímpicos de Barcelona 1992
Belice estuvo representado en los Juegos Olímpicos de Barcelona 1992 por un total de 10 deportistas, 9 hombres y una mujer, que compitieron en 2 deportes.
El equipo olímpico beliceño no obtuvo ninguna medalla en estos Juegos.